# Telmatoscopus mergellatus
Telmatoscopus mergellatus és una espècie d'insecte dípter pertanyent a la família dels psicòdids.

## Descripció
- Mascle: mida petita; ales força tacades, d'1,25-1,42 mm de longitud i 0,45-0,55 d'amplada; sutura interocular arrodonida; front amb una àrea trapezoïdal pilosa i una franja que s'estén fins al marge superior dels ulls; vèrtex molt més alt que l'estret pont dels ulls; palp núm. 1 inflat; flagel similar al de Telmatoscopus steffani; R5 acabant en un àpex agut; fèmur més llarg que la tíbia; edeagus en forma de "Y"; antenes de 0,92-1,04 mm de llargària.
- La femella no ha estat encara descrita.[3]

## Distribució geogràfica
Es troba a Papua Nova Guinea.